# 褐足光背奇蝽
褐足光背奇蝽（学名：Stenopirates collaris）为奇蝽科光背奇蝽屬下的一个种。